# France Quéré
France Jaulmes Quéré (Montpellier, Hérault, 27 de abril de 1936 - 14 de abril de 1995) fue una teóloga protestante francesa. 
Estudió teología en la Facultad Protestante de Montpellier. Es autora de una veintena de libros, principalmente sobre los Padres de la Iglesia. Posteriormente dedicó parte de su trabajo a las cuestiones éticas y bioéticas y de la condición femenina. 

## Obras
- «Les femmes de l’Evangile» (Las mujeres del evangelio), 1982;
- «La Femme et les Pères de l’Eglise» (La Mujer y los Padres de la Iglesia), 1997;
- «L’éthique et la vie» (La ética y la vida), 1991;
- «Conscience et neurosciences» (Conciencia y neurociencias), 2001.[1]

- Editorialista del La Croix, cotidiano católico francés, del semanario protestante francés Réforme.